# Malcolm Wicks

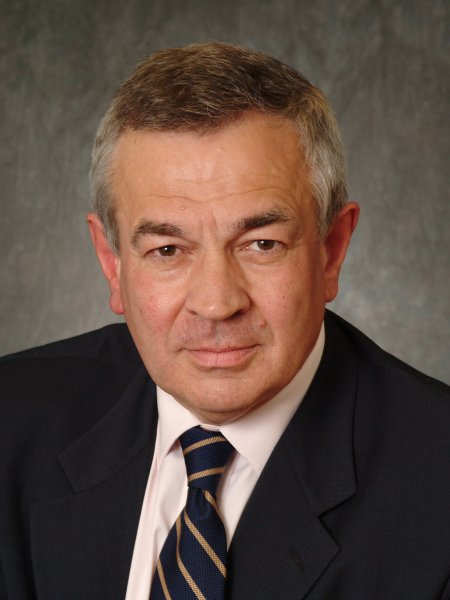
Malcolm Wicks.

Malcolm Hunt Wicks (1 de julio de 1947 - 29 de septiembre de 2012) fue un político británico del Partido Laborista que fue miembro del Parlamento (MP) a partir de 1992, primero para Croydon North West y luego para Croydon North, hasta su muerte en 2012.

## Biografía

### Estudios
Wicks nació en Hatfield, Hertfordshire, fue hijo de Arthur Wicks, un miembro laborista del Consejo del Condado de Londres y más tarde Gran Consejo de Londres. Se educó en el Colegio independiente Elizabeth, Guernsey; Politécnica del Noroeste de Londres y la Escuela de Economía de Londres obteniendo una licenciatura en Sociología.

### Carrera
A partir de 1968-1970, él fue investigador del Departamento de Administración Social de la Universidad de York, luego un investigador del Centro de Estudios del Medio Ambiente desde 1970 a 1972. Wicks trabajó en la Unidad de Privación Urbana (abolida en 1978) del Ministerio del Interior como analista de política social a partir de 1974-77, y fue profesor en administración social en la Universidad de Brunel University de 1970-74. A partir de 1977-1978, fue profesor de Política Social de la Escuela de Administración Pública (ahora llamada la Escuela Nacional de Gobierno) en Ascot, después fue director de investigación y secretario de la Comisión de Estudios sobre la Familia de 1978-83. Más tarde fue director del Centro de Estudios de Política Familiar 1983-92. Ha sido autor y coautor de numerosas publicaciones, incluyendo una obra sobre la hipotermia, Old and Cold: hypothermia and social policy and A Future for All: Do we need the Welfare State?. Su preocupación entusiasta acerca de la escasez de combustible le llevó a actuar como fideicomisario de la Fundación Nacional de la Energía (1988-94).

### Carrera parlamentaria
Fue elegido por primera vez en 1992 por Croydon North West después de haber aspirado previamente al puesto sin éxito en 1987.
Wicks fue uno de los pocos diputados cuyos proyectos de ley de miembros privados llegó a los libros de estatutos, con el Acta de (Reconocimiento y Servicios) de Cuidadores de 1995 sobre el reconocimiento de las necesidades de los cuidadores familiares.
Se casó con Margaret Baron en 1968 y tuvieron un hijo y dos hijas. Murió en septiembre de 2012 tras una larga enfermedad, a la edad de 65 años.